# Епл Гроув (Западна Вирџинија)
Епл Гроув (енгл. Apple Grove) насељено је место без административног статуса у америчкој савезној држави Западна Вирџинија.

## Демографија
По попису из 2010. године број становника је 204.
|                   | 2010.        | 2000.      |
| Укупно            | 204 (100,0%) | 0 (0,000%) |
| Белци             | 199 (97,55%) | 0 (0,000%) |
| Остали            | 4 (1,961%)   | –          |
| Азијати           | 1 (0,490%)   | 0 (0,000%) |
| Афроамериканци    | 0 (0,000%)   | 0 (0,000%) |
| Хиспаноамериканци | 0 (0,000%)   | 0 (0,000%) |